# Río Tamaya
Der Río Tamaya ist ein etwa 360 km langer rechter Nebenfluss des Río Ucayali in Ost-Peru in der Provinz Coronel Portillo in der Region Ucayali. Er weist auf seiner gesamten Fließstrecke ein stark mäandrierendes Verhalten mit zahlreichen engen Flussschlingen aus.

## Flusslauf
Der Río Tamaya entspringt in einem etwa 500 m hohen Höhenrücken 200 km südöstlich der Regionshauptstadt Pucallpa. Dieser ist zugleich Quellgebiet des Rio Juruá sowie des Río Sheshea. Der Río Tamaya fließt anfangs 100 km nach Norden. Bei der Siedlung Puerto Putaya nimmt er das Wasser der rechten Nebenflüsse Río Putaya und Río Shahuanya auf. Anschließend wendet sich der Río Tamaya nach Westen. Bei Flusskilometer 110 fließt der Río Tamaya nordöstlich an einem großen Feuchtgebiet vorbei. Dieses liegt in dem am 15. Juni 2010 eingerichteten 1357,37 km² großen regionalen Schutzgebiet Imiría. Etwa 15 km oberhalb der Mündung erreicht der Río Tamaya einen Bereich, der von Altarmen des Río Ucayali durchzogen ist. Er durchfließt einen breiten Altarm bis zu der Siedlung Santa Elisa, wo der Río Tamaya einen Mäander durchbrochen hat und direkt nach Westen zum Río Ucayali abfließt. Die Mündung befindet sich auf einer Höhe von etwa 150 m 26 km südöstlich von dem 37 km flussabwärts gelegenen Pucallpa. Die Verbindung zu dem nördlich der Mündung gelegenen Teil des Altarms verlandet allmählich. In diesen mündet der weiter nördlich strömende Río Abujao. Größere Nebenflüsse des Río Tamaya sind Quebrada Yucanya, Río Pichaya del Tamaya, Río Pichaya del Inamapuya und Río Inamapuya von rechts sowie Quebrada Shatanya, Quebrada Noaya und Río Suaya von links.

## Einzugsgebiet und Hydrologie
Der Río Tamaya entwässert ein Areal von etwa 14.000 km². Das Einzugsgebiet liegt vollständig innerhalb des Distrikts Masisea und grenzt im Osten an Brasilien. Im Norden grenzt das Einzugsgebiet an das des Río Abujao, im Osten an das des Rio Juruá, im Süden an das des Río Sheshea sowie im Westen an das des Río Ucayali. Das Einzugsgebiet umfasst ein Regenwaldgebiet im Westen des Amazonasbeckens. Der mittlere Abfluss des Río Tamaya beläuft sich auf 694 m³/s.